# Amblyomma brasiliense
Amblyomma brasiliense (лат.) — вид клещей из семейства Ixodidae. Южная Америка: Аргентина, Бразилия (Пара, Минас-Жерайс, Эспириту-Санту, Рио-де-Жанейро, Сан-Паулу, Санта-Катарина, Риу-Гранди-ду-Сул), Парагвай. Среднего размера клещи (2—3 мм). Длина капитулума самцов 0,74 мм (ширина — 0,56). Длина скутума самок 1,6 мм (ширина — 1,9). Тазики I-III с 2 шпорами, тазики IV с одной шпорой. Паразитируют на млекопитающих, главным образом, на пекари, а также на таких видах, как капибара и тапир. Известны случаи обнаружения на человеке.